# Trap (film)
Trap är en amerikansk thrillerfilm från 2024. Filmen är regisserad av M. Night Shyamalan som även skrivit filmens manus.
Filmen hade biopremiär i Sverige den 2 augusti 2024, utgiven av Warner Bros. Pictures.

## Handling
Filmen handlar om en seriemördare och hans tonårsdotter som går på en popkonsert. Där inser han att konserten är en fälla för att fånga honom.

## Rollista (i urval)
- Josh Hartnett – Cooper
- Ariel Donoghue – Riley
- Saleka Shyamalan – Lady Raven
- Alison Pill – Rachel
- Hayley Mills – Dr. Josephine Grant
- Jonathan Langdon – Jamie
- Marnie McPhail – Jodys mor